# Christina Ackermann
Pour les articles homonymes, voir Geiger et Ackermann.
Christina Ackermann, née Geiger le 6 février 1990, est une skieuse alpine Allemande s'illustrant uniquement dans les disciplines techniques, elle a terminé notamment 14e du slalom des Jeux olympiques d'hiver de 2010.

## Biographie
Elle fait ses débuts en Coupe du monde en décembre 2008 à Semmering. En 2010, elle devient championne du monde junior du slalom avant de terminer pour la première fois sur un podium en Coupe du monde, à la troisième marche au slalom de Semmering en fin d'année. Elle obtient son deuxième podium en 2019 au City Event de Stockholm en arrivant en finale (2e).

## Palmarès

### Jeux olympiques d'hiver
| Épreuve / Édition   | Slalom       |
| JO 2010 Vancouver   | 14e          |
| JO 2014 Sotchi      | Disqualifiée |
| JO 2018 Pyeongchang | Abandon      |

### Championnats du monde
| Épreuve / Édition | Garmisch 2011 | Schladming 2013 | Saint-Moritz 2017 | Åre 2019 |
| Slalom            | Disqualifiée  | Abandon         | Abandon           | Abandon  |
| Par équipes       |               |                 | 9e                | 4e       |

### Coupe du monde
- Meilleur classement général : 30e en 2019.
- 2 podiums.

#### Différents classements en Coupe du monde
| Année/Classement | Année/Classement | Général | Général | Descente | Descente | Slalom | Slalom | Slalom géant | Slalom géant | Super G | Super G | Combiné | Combiné |
| ---------------- | ---------------- | ------- | ------- | -------- | -------- | ------ | ------ | ------------ | ------------ | ------- | ------- | ------- | ------- |
| Année/Classement | Année/Classement | Class.  | Points  | Class.   | Points   | Class. | Points | Class.       | Points       | Class.  | Points  | Class.  | Points  |
| 2009             | 2009             | 98e     | 25      | -        | -        | 37e    | 25     | -            | -            | -       | -       | -       | -       |
| 2010             | 2010             | 39e     | 187     | -        | -        | 10e    | 187    | -            | -            | -       | -       | -       | -       |
| 2011             | 2011             | 50e     | 125     | -        | -        | 17e    | 125    | -            | -            | -       | -       | -       | -       |
| 2012             | 2012             | 44e     | 167     | -        | -        | 16e    | 167    | -            | -            | -       | -       | -       | -       |
| 2013             | 2013             | 53e     | 127     | -        | -        | 20e    | 127    | -            | -            | -       | -       | -       | -       |
| 2014             | 2014             | 57e     | 98      | -        | -        | 20e    | 98     | -            | -            | -       | -       | -       | -       |
| 2015             | 2015             | 83e     | 31      | -        | -        | 35e    | 31     | -            | -            | -       | -       | -       | -       |
| 2016             | 2016             | 65e     | 95      | -        | -        | 21e    | 95     | -            | -            | -       | -       | -       | -       |
| 2017             | 2017             | 48e     | 158     | -        | -        | 14e    | 158    | -            | -            | -       | -       | -       | -       |
| 2018             | 2018             | 44e     | 180     | -        | -        | 16e    | 180    | -            | -            | -       | -       | -       | -       |
| 2019             | 2019             | 30e     | 277     | -        | -        | 8e     | 277    | -            | -            | -       | -       | -       | -       |

### Championnats du monde junior
| Épreuve / Édition | Formigal 2008 | Garmisch 2009 | Planards 2010 |
| Slalom géant      | 25e           | -             | -             |
| Slalom            | 7e            | Abandon       | 1re           |

### Coupe d'Europe
- 4 victoires.

### Championnats d'Allemagne
- Championne en slalom en 2011 et 2016.